# 住宅用火災警報器

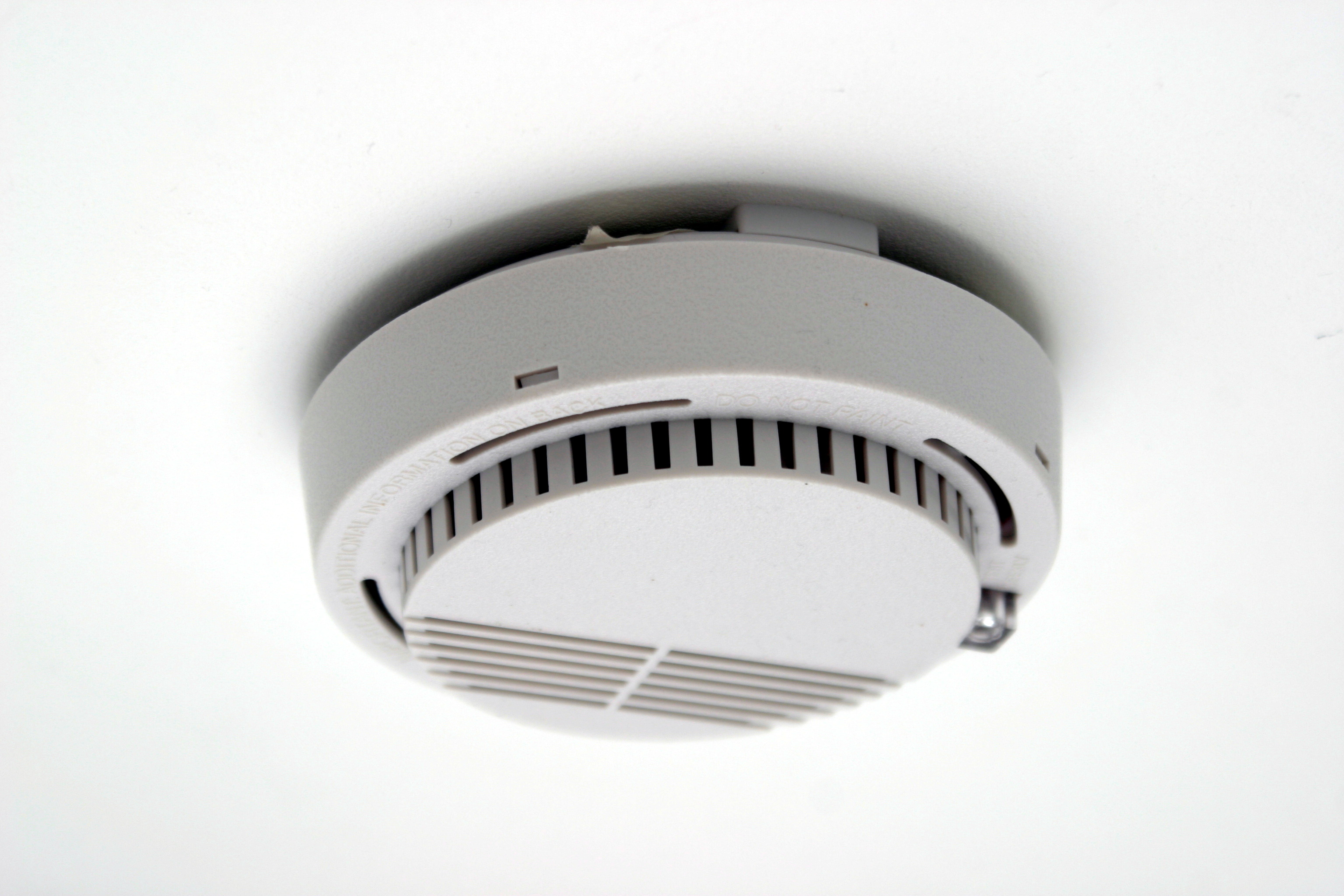
欧米にて一般的な住宅用火災警報器

住宅用火災警報器（じゅうたくようかさいけいほうき）は、火災報知機の一種で、主に一般住宅に設置され、火災の際煙や熱を感知して音声やブザー音で警報する警報器である。住警器（じゅうけいき）とも略される。
基本的な動作原理はビル等に設置する自動火災報知設備と同じであるが、自動火災報知設備が感知器、受信機、ベルなどの構成機器を配線して動作させるシステムであるのに対し、住宅用火災警報器は感知器そのものが音声やブザー音を発し、単体で動作するものである。なお、火災発生時に複数の住宅用火災警報器を連動して作動させる機種も存在する。(詳しくは動作方式の項を参照

## 住宅用火災警報器の設置義務化
2006年6月1日に改正消防法が施行され、新築住宅の居室や階段上などに住宅用火災警報器の設置が義務付けられた。
既存住宅についても、戸建住宅や、自動火災報知設備が付いていない共同住宅は、最短で2008年5月中まで、遅くとも2011年5月中までに設置することが義務付けられている。既存住宅の設置期限は市町村条例で制定され、地域により異なるため、各地の自治体や消防署で確認が必要である。設置義務化に伴い、東京都西多摩郡檜原村では2008年10月15日に、全国に先駆けて世帯全戸に設置を完了した。
設置場所は就寝に使う寝室や階段、廊下が指定されている（間取りにもよるので、具体的には自治体や消防署に確認されたい）。自治体によってはキッチンへの設置も義務付けているところもある。義務ではなくても、台所への設置を推奨する自治体が多い。

### 住宅用火災報知器の設置率は84.3％（2023年6月時点）
火災報知器は全ての住宅に設置が義務付けられたが、設置の有無についての報告義務も無ければ、設置していない場合の罰則も無い。そのため実際には全ての住宅に設置されているわけではなく、総務省消防庁の住宅用火災警報器の設置状況等の調査結果では、2023年6月時点、一般住宅（戸建て、アパート、マンション）での設置率は84.3％であった。
火災報知器は住民の生命と財産を守るため、近隣住民への被害防止に効果があるもので、消防庁の分析では、住宅火災100件当たりの死者数は、住宅用火災警報器の設置がない場合は12.1人なのに対し、設置がある場合は6.1人。そのほか、住宅用火災警報器を設置している場合は、損害額は半減、焼損床面積は6割減。火災発生時のリスクが大きく減少していると報告されている。

## 住宅用火災警報器の種類

### 形状
丸型と角型の2種類があり、丸形は主に天井面に取り付けるタイプ、角型は主に壁面に取り付けるタイプに用いられている。

### 設置方式
露出型
主に古くからある住宅などにあとから取り付けるタイプのもので、電源不要の電池式が主流であるが、単体AC100V式もある。埋込型と違い、室内の配置などに合わせて自分で取り付け場所を選定できる（取り付け場所を変えられる）メリットがある。
天井直付型
居室の天井面に直接取り付けるタイプ。ねじで台座を天井面に固定し、本体をはめ込むのが主である。
壁掛型、壁取付型
天井近くの壁面に取り付けるタイプ。額を飾るように壁面にピン・釘等を打って本体を掛けるタイプと、直接ネジ等で本体を壁に取り付けるタイプがある。

埋込型
住宅新築時に建築業者によって施工されるタイプで、露出型と違い宅内配線から電源を引くため電池交換が不要で半永久的に使えるメリットがあるが、反面、停電時には全く機能しなくなるというデメリットも合わせもつ。露出型に比べて電源ユニットが不要なため薄いという特徴もある。設置場所を変えられないため、家具の配置やエアコン、天井照明等の設置に注意が必要である。
天井埋込型
住宅新築時に天井面に施工されるタイプ。
壁埋込型
住宅新築時に天井に近い壁面に施工されるタイプ。
設置場所は、天井の場合、壁や梁から60cm以上（熱感知式は40cm以上）離れた天井中央付近に取り付ける。エアコン吹出口や換気口からは、1.5m以上離し、照明器具も発する熱で感知障害となるためできる限り離して取り付ける。壁の場合、天井から15cmから50cm以内に住警器の中心が来るよう取り付ける。いずれもタンスの上などほこりの多い場所や湿気・水気の多い場所、ストーブやエアコン・扇風機の近くなど熱や水蒸気、風などが当る場所は誤作動や誤検知、機器の故障の原因となるため取り付けてはならない。

### 電源方式
AC100V式
電池交換が不要だが、停電時には全く機能せず、設置に電気工事士の資格が必要なため個人の利用者が自身で設置するには向かない。既存の住宅に設置する場合、建物の構造によっては天井に穴をあける必要が出たり、設置場所に制約がでるケースもある。これらの理由から、住宅を新築する際に設置されることが多い。
電池式
AC100V式と異なり、設置に資格は必要としないため、個人の利用者が自身で設置しても問題はない。また 電気配線工事が不要であるため、既存住宅への設置に適している。
リチウム電池で5年や10年間動作するものが主流となっており、電池寿命を音声やブザー音で知らせるものもある。電池交換が可能なタイプと、不可能なタイプがあり、電池交換不可能なタイプは機器寿命と共に警報器自体を取り替える必要がある。

### 感知方式

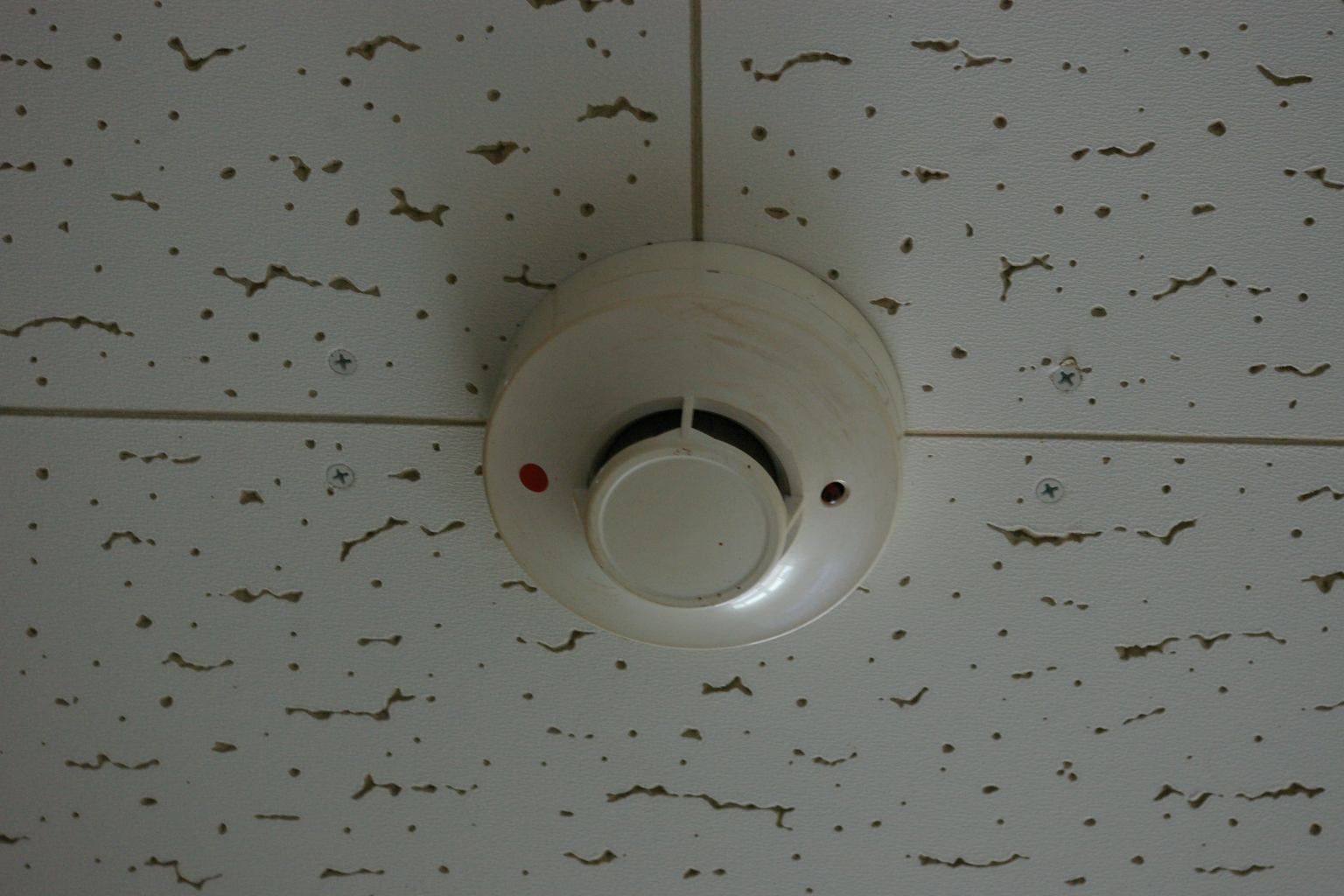
煙式警報機

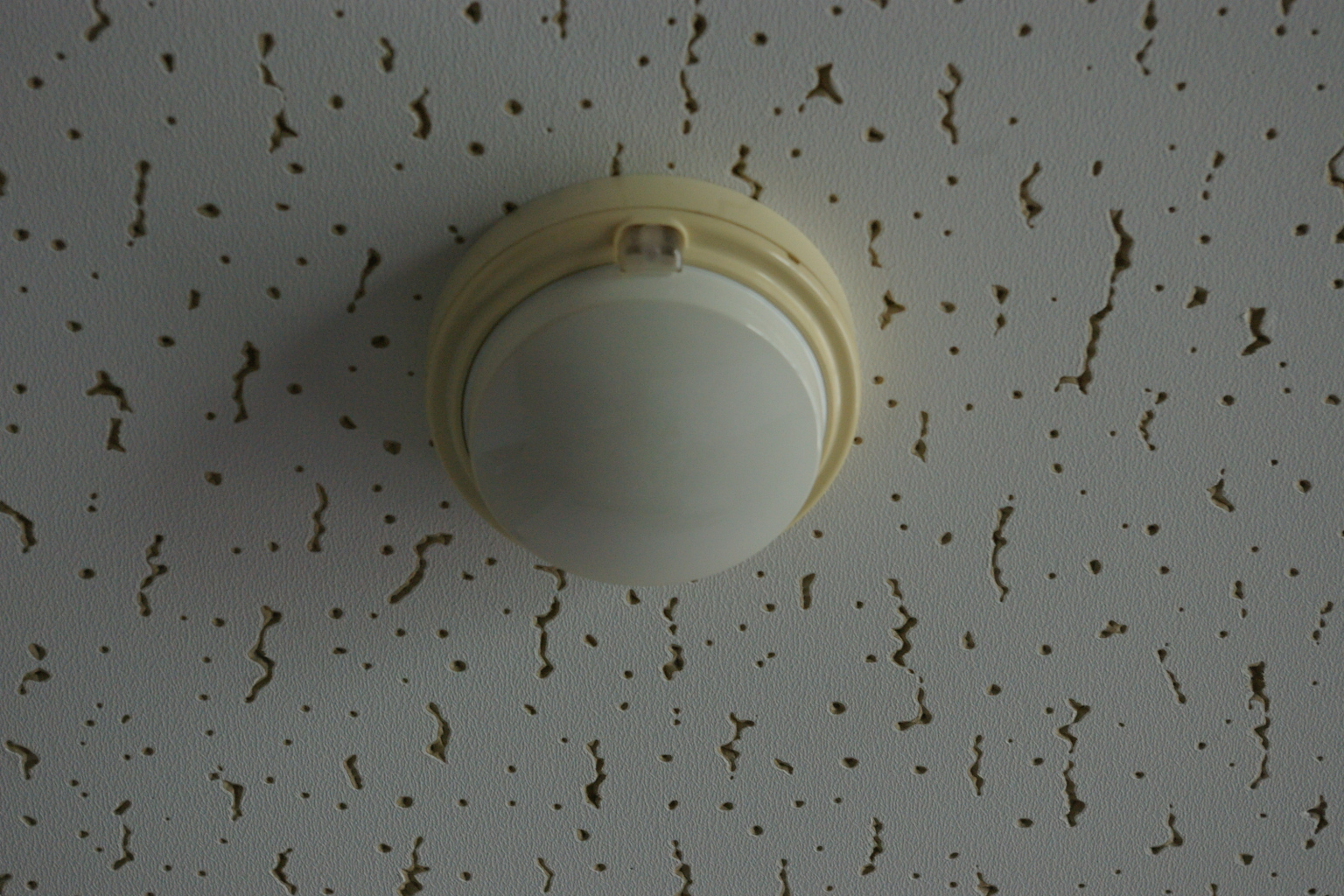
熱式警報機

煙検知式
火災の初期段階で発生する煙を検知するため、火事をより早期に発見するために有効である。寝室、階段、廊下に設置される。キッチンも原則では煙式を選ぶが、キッチンが狭く、煙や蒸気が滞留しやすい場合は、熱式にして誤報を防ぐ必要がある。
光電式
光の乱反射を利用して煙を感知する方式。日本では煙感知器の主流となっている。
イオン化式
放射性物質アメリシウム241を用い、放射線の電離作用を利用して煙による電離電流の変化を感知する方式である。他の方式よりも高感度である為、費用対効果に優れている面などから諸外国では主流であるが、日本では放射性同位元素等による放射線障害の防止に関する法律の改正で放射性同位元素装備機器に該当するために寝室には設置できず、また、不要になった場合の廃棄に際して注意が必要なことから、住宅用にはほとんど製造されていない。日本火災報知機工業会では製造メーカーまたは日本アイソトープ協会（製造メーカが現存しない場合）に廃棄を依頼するよう呼びかけている。

熱検知式
調理などで煙や水蒸気が発生するキッチンで、非火災報 を懸念する場合に適している。一方、熱式は火（熱源）がある程度の大きさになり、感知器の周囲温度が上がらないと反応しないため、煙式と比較すると火災の発見が遅くなる。
紫外線検知式
炎から放射される特有の短波長の紫外線を検出する事により火災を検知する。即応性に優れるが家具の影などで炎が感知エリア外の場合は検出できない。消費電流が他の方式よりも多く頻繁に電池を交換する必要があり、電池での長期間の駆動は困難。
一酸化炭素検知式
燃焼に伴って発生する一酸化炭素をセンサーで検出する。他の方式と違い換気不足による不完全燃焼等も検知できる。
赤外線検知式
燃焼に伴い放射される特定の波長域の赤外線を検出する事により火災を検知する。火元が別の部屋だと炎がその部屋付近に広がらない限り反応しない為火災の発見が遅れ、下手すると避難が不可能になる。
それぞれの方式に一長一短があるため、複数の方式を組み合わせた複合型が開発されている。

### 警報方式
音声警報タイプ
「火事です」などと音声で知らせるタイプ。ブザー音も併用されるものが多い。他の家電機器のブザー音に紛れることなく、火災であることを知らせるため、子供や高齢者にとってより安全であり、普及が進んでいる。特に、高齢者と若年者では耳に良く感知する音の周波数帯域が異なるため、低音から高音をスイープさせた音を導入するなど、工夫が取り入れられている。
ブザー音タイプ
「ピー」音などの電子ブザー音のみで知らせるタイプ。音声警報タイプと異なり、他の家電機器のブザー音に紛れることがあるため、最近ではより安全性の高い音声警報タイプなどに切り替わっている。電池切れの場合、一定間隔で「ピッ」音が鳴り続けるものもある。
発光タイプ
警報音に連動して高輝度の点滅光を発生させるタイプ。警報音を聞き取りづらい高齢者が居住する一般家庭向けのほか、聴覚障害者の居住する（消防法で自動火災報知設備が義務設置対象とならない）小規模多機能型居宅介護施設向けなどに設計されている。日本国内ではパナソニック電工や日本フェンオールが一体型の物を製造・販売しているほか、株式会社東京信友も連動型の発光器を製造・販売している。
発臭タイプ
警報音に連動して特徴的な強い臭気を発生させるタイプ。主に聴覚障害者向けのほか視覚障害者向けにも設計されている。現在のところ、日本で株式会社シームス（現・バイオミメテクスシンパシーズ）が製造・販売しイグノーベル賞を受賞した、ワサビの刺激臭成分「アリルイソチオシアネート」を発生させるものが唯一である。

### 動作方式
単独型
1台の警報器が単独で警報するタイプ。比較的小さな家に向いている。2階以上の家などは火災の発見が遅れやすく不向き。
連動型
複数の警報器を相互に配線して、いずれかの警報器が感知したときに、全ての警報器が鳴動するタイプ。警報器間の配線が必要になるが、警報器が設置された各部屋に一斉に知らせるため、離れた部屋の火災がより早期に発見できるメリットがある。主に新築住宅で、設計段階から配線を考慮した上で採用される。
ワイヤレス（無線）連動型
電波などのワイヤレス信号で相互連動を行い、電源を電池式にすることにより、配線不要で連動型の機能を実現したもの。電池交換が必要、機器の登録作業が必要であるなど、有線式の連動型に対して劣る点はあるものの、先行配線のない既存住宅でも連動型が採用できるメリットは大きい。価格は単独タイプより割高になる。

### その他の方式
熱に感じ易い火薬を用い、爆発音にて知らせるもの、ゼンマイと形状記憶合金を用いベルを鳴らす物がある。いずれも熱式の亜系である。

## NSマーク等から国家検定へ
NSマークは総務省令で定める消防用設備等の技術上の基準に適合している事を確認するため、第三者機関である日本消防検定協会が構造、材質、性能等についての試験を行い、適合した製品に表示が認められるマークである。住宅用火災警報器においてはこの取得は義務ではなかったが、購入の目安として、NSマークがついた製品を推奨する自治体が多く、他の認定機関として東京消防庁やULマークを取得した製品もあり、自治体によってはこれも含めているところもあった。
しかし2014年4月の省令改正施行により、総務大臣による型式認定を含む同種警報器の国家検定制度（合格品には総務省令規定の「検」マークを付けて出荷され、これらは省令上の名称を「住宅用防災警報器」としている）が始まり一本化され、従前の機種は2015年4月1日以降日本国内向けに販売するための製造及び輸入が禁じられ、2019年4月1日以降は販売や取付についても禁止となる事が規定された。なお2019年3月31日までに家屋に設置された「検」マークのない住宅用火災警報器は、本体に記載された有効期限まで（自己試験機能付機種では要本体交換のサインが出るまで）引き続き使用できるとしている。

## 住宅用火災警報器の購入方法

### 新築住宅の場合
- 配線器具や照明器具などと同様の電気設備であるため、住宅の一部としてハウスメーカー、不動産会社・デベロッパー、工務店などから購入することになる。

### 既存住宅の場合
- 電器店、家電量販店、ホームセンター、ガス販売店、警備業者、通信販売業者などから購入できる。価格は1台あたり約2,000円-約16,000円[5] と幅広い。自治会（町内会）などで地域の電器店や設備業者などから共同購入できる場合もあるが共同購入の価格が高い場合があり注意が必要である。
- 基本的には説明書に従って、購入者自身で取り付けるが、電気工事業者、消防設備業者などに取付け工事を含めて依頼できる場合もあり、個人での取り付けに不安がある場合は便利である。電池式のものは配線がないため個人で取り付けやすい。
- 自治体によっては、一定の条件を満たす高齢所帯や障害者の所帯に助成しているところがある。
- 賃貸住宅の場合、公営住宅では管理する自治体（貸主）が設置するケースが多い 一例。民間の賃貸住宅の場合も貸主側が設置する場合が多いが、個々の内容については貸主あるいは管理会社に確認する必要がある。
- 消火器同様、消防署員や市役所といった自治体関係を装って高額で販売するかたり商法や悪徳訪問販売が出現しているため注意が必要である。消防署や自治体では販売は行っていない（住民からの問い合わせがあった場合に販売業者の紹介は行っている）。消防署や自治体では、訪問販売が来た場合、消防署や自治体へ確認する、はっきり「要りません」と断るといった対応を呼びかけている。商品についてその場でインターネットで検索して機能や価格等を調べることも不当に高い商品を買わないためには有効である。

### その他
複合型警報器
都市ガスやLPガスのガス漏れ警報器と火災警報器が一体化となったもので、基本的に一酸化炭素の検知（不完全燃焼）にも対応している。新築・既存の住宅問わず、ガス契約時などに一緒に購入できるガス販売業者もある。都市ガスは空気より軽いという煙や熱と似た性状を持つため、都市ガス対応タイプは新コスモス電機や矢崎総業、ホーチキなど各社から天井取付型と壁取付型の両タイプが出されており、さらにそれぞれ熱感知式と煙感知式のタイプがある。LPガスは空気より重いという煙や熱とは性状が異なるため、LPガス対応タイプは現在のところ新コスモス電機製の熱感知式のみであり、天井付近の壁に取り付けた本体から有線で伸びているガス漏れ検知部を床面近くの壁に別途取り付けなければならない。なお、複合型警報器で床面または床面近くの壁に取り付けるタイプの物は煙や熱の性質上作られていない。

## 主な製造メーカー
- Category:日本の消防機械器具・防災機器メーカー
  - ヒューセック
  - 三洋電機（パナソニック完全子会社化に伴い2011年限りで生産を終了し、親会社「パナソニック」製品へ吸収合併）
  - バイオミメテクスシンパシーズ
  - 新コスモス電機
  - センチュリー
  - 東京信友
  - 東芝ライテック（「なるる」。製造は能美防災へ委託）
  - ニッタン（日立グローバルライフソリューションズへもOEM供給していたが、日立ブランドの住宅用火災警報器は2023年限りで販売終了）
  - 日本フェンオール
  - パナソニック（停電時の避難をサポートする白色LED照明付きで、「けむり当番」および「ねつ当番」ブランドを付与。）
  - 能美防災（東芝ライテックへも「なるる」ブランドでOEM供給）
  - ホーチキ
  - 矢崎総業
  - ヤマトプロテック
- Category:日本の警備業者
  - セコム
  - ALSOK